# Візгерт Регіна Вікентіївна
Візгерт Регіна Вікентіївна (нар. 14 квітня 1919, м. Павловськ, Ленінградська область — пом. 23 листопада 2002, Донецьк, Україна) — вчена в галузі органічної і фізико-органічної хімії, професор кафедри загальної хімії ДонНТУ, доктор хімічних наук, соросівський професор, лауреатка премії НАН України ім. Л. Писаржевського.

## Біографія
Регіна Вікентіївна народилася 14 квітня 1919 р. в м. Павловську, Ленінградської області (Російська Федерація). Її батько, Вікентій Йосифович Візгерт працював на залізниці, мати Марія Аполлінаріївна Плавінська — працювала друкаркою. У сім'ї виховувалося троє дітей, з яких Регіна була найстаршою.
У 1926 р. Регіна Вікентіївна пішла в перший клас в м. Павловську. Незабаром батька переводять в м. Рибінськ (Ярославська область, Російська Федерація), куди переїжджає вся сім'я. Тут вона закінчує 7 класів. З 8 по 10 клас Регіна вчилася в одній із шкіл м. Ленінграда (нині Санкт Петербург). У 1936 році вона закінчила школу з відзнакою.
У 1936 р. Регіна Вікентіївна вступила до Ленінградського університету(нині Санкт-Петербу́рзький держа́вний університе́т) на хімічний факультет.
У 1937 р. був заарештований і розстріляний її батько Вікентій Візгерт.
На другому році навчання вона вийшла заміж за Бараніва С. С., який був також хіміком.
Друга світова війна розпочалася відразу ж після того, як вона закінчила університет. У воєнні роки вона працювала в Самарканді(Узбекистан), в артілі з дублення овечої шкіри для фронту, а потім старшим лаборантом у військово — медичній лабораторії ім. С. М. Кірова на кафедрі санітарно — хімічного захисту.
Після війни, у 1945—1947 роках, Регіна Вікентіївна разом з академією повернулася в аспірантуру до професора Долгова Б. І., що працював в області кінетики і каталізу. В 1947 р. вона з чоловіком переїхала у місто Львів. Спочатку вона працювала у Львівському поліграфічному інституті, але оскільки не могла у повній мірі займатися там науковою діяльністю, починає роботу асистентом у Львівському політехнічному інституті. У 1953 р. вона захистила кандидатську дисертацію на тему «Синтез складних ефірів 4,4-диоксидифенілсульфона та дослідження їх гідролізу», за що їй була присуджена вчена ступінь кандидата хімічних наук. В 1965 р. Регіна Вікентіївна захистила докторську дисертацію «Вивчення реакційної здатності і механізму реакцій ароматичних сульфохлоридів, алкіл- і арилсульфонати з нуклеофільними реагентами». Після смерті Беркмана Л. П. вона почала завідувати кафедрою загальної і неорганічної хімії ЛПІ.
В 1966 році її чоловік стає членом-кореспондентом АН УРСР і переїжджає у Донецьк. Через сім років, у лютому 1973 року вона, разом із групою співробітників, аспірантів та частиною обладнання починає працювати у Донецькому політехнічному інституті (нині Донецький національний технічний університет).
Також вела активне громадське життя. З 1964 по 1973 вона була секретарем Львівського обласного управління Всесоюзного хімічного товариства ім. Д. Менделеєва, членом республіканського правління ВХТ ім. Д. Менделеєва, член секції науково-методичної ради Міністерства вищої та середньої спеціальної освіти УРСР.
У 1989 році вона стає завідувачем кафедри загальної хімії ДПІ
Є автором 300 друкованих робіт та 42 авторських свідоцтв.
Померла 23 листопада 2002 року у місті Донецьку.

## Наукова діяльність
Основним напрямком її роботи було вивчення сполук, що містить карбонільні і сульфонільні групи в реакціях з нуклеофільними реагентами в залежності від полярності середовища, природи групи, що змінюється, нуклеофільності реагентів на швидкість і вихід продуктів реакції.